# Feodora Schenk
Feodora Schenk (Baruth/Mark, 5 april 1920 - Wenen, 23 maart 2006) was een atleet uit Duitsland.
Schenk huwde de Oostenrijker Dr. Schenk, waardoor ze de Oostenrijkse nationaliteit kreeg.
Op de Olympische Zomerspelen van Helsinki in 1952 nam Schenk voor Oostenrijk deel aan het onderdeel hoogspringen. Ze eindigde als zesde.
Op de Europese kampioenschappen atletiek 1938 werd ze derde bij het hoogspringen.
Na de dood van haar man Dr. Schenk hertrouwde Schenk in 1961 met de 10de Prins Karl-Adolf von Auersberg, en kreeg ze de titel Prinzessin von Auersberg.
- World Athletics: 14556242